# Peggy Noonan
Peggy Noonan (née Margaret Ellen Noonan le 7 septembre 1950 à Brooklyn, New York) est une auteur américaine, une éditorialiste du Wall Street Journal et une ancienne plume et assistante du président Ronald Reagan.
Elle est connue pour avoir écrit les discours que le président Reagan prononça à la pointe du Hoc lors du 40e anniversaire du débarquement en Normandie en 1984 ou lors de son intervention télévisée depuis le bureau ovale après l'accident de la navette spatiale Challenger, ainsi que pour être l'auteur de quelques expressions marquantes dans les discours du vice-président George H. W. Bush (dont le célèbre « Read my lips: no new taxes » au cours de l'élection présidentielle de 1988).
Elle participe à la réunion du Groupe Bilderberg de 2012 et 2016,,.

## Source
- (en) Cet article est partiellement ou en totalité issu de l’article de Wikipédia en anglais intitulé « Peggy Noonan » (voir la liste des auteurs).